# FC Concordia Audentes Tallinn
El FC Concordia Audentes Tallinn es un club de fútbol estonio localizado en Tallin y fundado en 1998 por la Universidad Internacional de Audentes. Juega en la tercera liga estonia, que es el cuarto grado en importancia del país. Su estadio es el Männiku Staadion.
- Datos: Q3740245